# ليك لوري (كارولاينا الشمالية)
ليك لوري (بالإنجليزية: Lake Lure, North Carolina)‏ هي بحيرة تقع في الولايات المتحدة في مقاطعة روذرفورد. يقدر عدد سكانها بـ 1,192 نسمة ومساحتها 38.3 كم2 ووترتفع عن سطح البحر 343 متر.

## التركيبة السكانية
حدّد مكتب تعداد الولايات المتحدة بيانات التركيبة السكانية لليك لوري في تعداد الولايات المتحدة. في ما يلي، التركيبة السكانية حسب تعدادي 2000 و2010.

### تعداد عام 2000
بلغ عدد سكان ليك لوري 1,027 نسمة بحسب تعداد عام 2000، وبلغ عدد الأسر 495 أسرة وعدد العائلات 360 عائلة مقيمة في البلدة. في حين سجلت الكثافة السكانية 27.6 نسمة لكل كيلومتر مربع (71.5/ميل2). وبلغ عدد الوحدات السكنية 1,957 وحدة بمتوسط كثافة قدره 52.6 لكل كيلومتر مربع (136.2/ميل2).
وتوزع التركيب العرقي للبلدة بنسبة 97.27% من البيض و1.46% من الأمريكيين الأفارقة و0.19% من الأمريكيين الأصليين و0.29% من الأمريكيين ذوي الأصول الآسيوية و0.78% من عرقين مختلطين أو أكثر و0.10% من الهسبانيون أو اللاتينيون من أي عرق.
بلغ عدد الأسر 495 أسرة كانت نسبة 11.3% منها لديها أطفال تحت سن الثامنة عشر تعيش معهم، وبلغت نسبة الأزواج القاطنين مع بعضهم البعض 68.1% من أصل المجموع الكلي للأسر، ونسبة 3.2% من الأسر كان لديها معيلات من الإناث دون وجود شريك،  بينما كانت نسبة 1.4% من الأسر لديها معيلون من الذكور دون وجود شريكة وكانت نسبة 27.3% من غير العائلات. تألفت نسبة 22.4% من أصل جميع الأسر من عدة أفراد يعيشون في نفس المنزل ونسبة 12.5% كانت تتألف من شخص يعيش بمفرده يبلغ من العمر 65 عاماً أو أكثر. وبلغ متوسط حجم الأسرة المعيشية 2.07، أما متوسط حجم العائلات فبلغ 2.38.
بلغ العمر الوسطي للسكان 58.6 عاماً. وكانت نسبة 10.4% من القاطنين تحت سن الثامنة عشر، وكانت نسبة 3.2% بين الثامنة عشر والرابعة والعشرين عاماً، ونسبة 14.1% كانت واقعةً في الفئة العمرية ما بين الخامسة والعشرين والرابعة والأربعين عاماً، ونسبة 35.9% كانت ما بين الخامسة والأربعين والرابعة والستين، ونسبة 36.3% كانت ضمن فئة الخامسة والستين عاماً فما فوق. يوجد لكل 100 أنثى 103.0 ذكر، ويوجد لكل 100 أنثى في الثامنة عشر من عمرها فما فوق 102.6 ذكر.
بلغ متوسط دخل الأسرة في البلدة 38,417 دولارًا، أما متوسط دخل العائلة فبلغ 45,833 دولارًا. وكان متوسط دخل الذكور 39,464 دولارًا مقابل 23,333 دولارًا للإناث. وسجل دخل الفرد الخاص بالبلدة 23,459 دولارًا. وكانت نسبة 4.9% من العائلات ونسبة 10.2% من السكان تحت خط الفقر، وكان من هؤلاء نسبة 11.7% تحت سن الثامنة عشر ونسبة 4.9% في الخامسة والستين من العمر وما فوق.

### تعداد عام 2010
بلغ عدد سكان ليك لوري 1,192 نسمة بحسب تعداد عام 2010، وبلغ عدد الأسر 606 أسرة وعدد العائلات 401 عائلة مقيمة في البلدة. في حين سجلت الكثافة السكانية 32 نسمة لكل كيلومتر مربع (82.9/ميل2). وبلغ عدد الوحدات السكنية 2,211 وحدة بمتوسط كثافة قدره 59.4 لكل كيلومتر مربع (153.8/ميل2).
وتوزع التركيب العرقي للبلدة بنسبة 96.31% من البيض و1.59% من الأمريكيين الأفارقة و0.17% من الأمريكيين الأصليين و0.59% من الأمريكيين ذوي الأصول الآسيوية و0.08% من سكان جزر المحيط الهادئ و0.25% من الأعراق الأخرى و1.01% من عرقين مختلطين أو أكثر و1.59% من الهسبانيون أو اللاتينيون من أي عرق.
بلغ عدد الأسر 606 أسرة كانت نسبة 10.4% منها لديها أطفال تحت سن الثامنة عشر تعيش معهم، وبلغت نسبة الأزواج القاطنين مع بعضهم البعض 59.9% من أصل المجموع الكلي للأسر، ونسبة 4.3% من الأسر كان لديها معيلات من الإناث دون وجود شريك،  بينما كانت نسبة 2% من الأسر لديها معيلون من الذكور دون وجود شريكة وكانت نسبة 33.8% من غير العائلات. تألفت نسبة 28.7% من أصل جميع الأسر من عدة أفراد يعيشون في نفس المنزل ونسبة 15.3% كانت تتألف من شخص يعيش بمفرده يبلغ من العمر 65 عاماً أو أكثر. وبلغ متوسط حجم الأسرة المعيشية 1.97، أما متوسط حجم العائلات فبلغ 2.35.
بلغ العمر الوسطي للسكان 62.4 عاماً. وكانت نسبة 8.6% من القاطنين تحت سن الثامنة عشر، وكانت نسبة 3.3% بين الثامنة عشر والرابعة والعشرين عاماً، ونسبة 10.9% كانت واقعةً في الفئة العمرية ما بين الخامسة والعشرين والرابعة والأربعين عاماً، ونسبة 34.9% كانت ما بين الخامسة والأربعين والرابعة والستين، ونسبة 42.4% كانت ضمن فئة الخامسة والستين عاماً فما فوق. وتوزع التركيب الجنسي للسكان بنسبة 49% ذكور و51% إناث.